# Licenza
Licenza ist eine Gemeinde in der Metropolitanstadt Rom in der italienischen Region Latium mit 887 Einwohnern (Stand 31. Dezember 2023). Sie liegt 54 km nordöstlich von Rom und 22 km nordöstlich von Tivoli.

## Geographie
Licenza liegt in den Monti Lucretili. Es ist Mitglied der Comunità Montana Valle dell’Aniene. Der Ortsteil Civitella unterhalb, des mit 1368 m höchsten Gipfel des Gebirges, des Monte Pellecchia, ist bereits Teil des Naturparks der Monti Lucretili. Am Monte Pellecchia gibt es eine der letzten Nistplätze von Steinadlern.

### Verkehr
Licenza ist über die Staatsstraße SS 314 Licinese an die A24 Autostrada dei Parchi von Rom nach Teramo, Auffahrt Mandela-Vicovaro, angebunden.

## Bevölkerung
| Jahr      | 1871 | 1901 | 1921 | 1936 | 1951 | 1971 | 1991 | 2001 |
| --------- | ---- | ---- | ---- | ---- | ---- | ---- | ---- | ---- |
| Einwohner | 1341 | 1546 | 1556 | 1633 | 1552 | 1109 | 995  | 957  |

Quelle: ISTAT

## Politik
Luciano Romanzi (Lista Civica: Insieme Per Licenza) übt seit der Wahl vom 5. Juni 2016 das Bürgermeisteramt aus.

## Sehenswürdigkeiten
- Der Ort wird vom Palazzo Baronale aus dem 12. Jahrhundert dominiert. Seine heutige Gestalt erhielt es im 17. Jahrhundert durch Roberto Orsini
- Im Tal unterhalb von Licenza wurde die Villa des Horaz ausgegraben. Die Funde sind zum größten Teil im Museo Civico Oraziano im Palazzo Baronale zu sehen.